# Coelopencyrtus krishnamurtii
Coelopencyrtus krishnamurtii är en stekelart som först beskrevs av Mahdihassan 1957.  Coelopencyrtus krishnamurtii ingår i släktet Coelopencyrtus och familjen sköldlussteklar. Inga underarter finns listade i Catalogue of Life.